# St. Martin (Ailersbach)

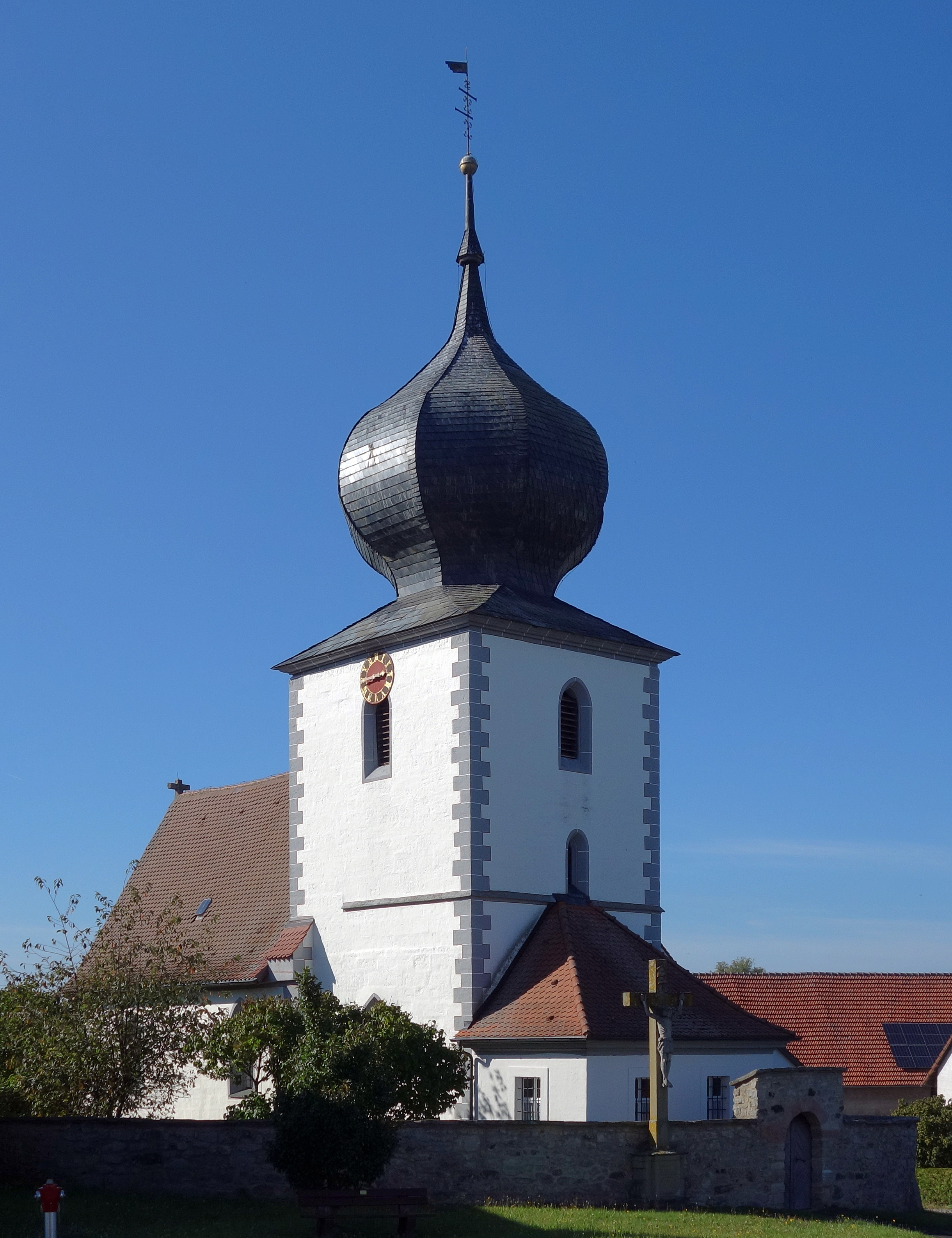
St. Martin (Ailersbach)

Die römisch-katholische, denkmalgeschützte Filialkirche St. Martin steht in Ailersbach, einem Gemeindeteil der Stadt Höchstadt an der Aisch im Landkreis Erlangen-Höchstadt (Mittelfranken, Bayern). Das Bauwerk ist unter der Denkmalnummer D-5-72-135-88 als Baudenkmal in die Bayerische Denkmalliste eingetragen. Die Kirchengemeinde gehört zum Seelsorgebereich Höchstadt im Dekanat Forchheim des Erzbistums Bamberg. Kirchenpatron ist Martin von Tours. 

## Beschreibung
Der gotische Chorturm der Saalkirche wird von einer schiefergedeckten, barocken Zwiebelhaube gekrönt. Das sich westlich anschließende Langhaus ist mit einem Satteldach bedeckt. Östlich an den Turm ist eine Sakristei angebaut. Der Innenraum des Langhauses ist mit einer Flachdecke überspannt, der Chor, d. h. das Erdgeschoss des Chorturms, mit einem Kreuzrippengewölbe. 
Das oberste Geschoss des Turms beherbergt die Turmuhr und hinter den Klangarkaden den Glockenstuhl, in dem ursprünglich drei Glocken hingen, von denen zwei im Ersten Weltkrieg zu Rüstungszwecken abgeliefert werden mussten. Eine davon wurde 1922 ersetzt, so dass nun zwei Kirchenglocken vorhanden sind:
- Die größere Mariaglocke wurde 1895 von den Gebr. Klaus, Heidingsfeld gegossen. Bei einem Durchmesser von 652 mm wiegt sie 180 kg und klingt mit dem Schlagton d″-9. Die Inschrift lautet: Ave Maria + Gracia Plena (Gegrüßt seist du, Maria + voll der Gnade)
- Die kleinere Josefglocke wurde 1922 von der Glockengießerei Hamm, Regensburg gegossen. Bei einem Durchmesser von 545 mm wiegt sie 105 kg und klingt mit dem Schlagton e″-5. Die Inschrift lautet: TUERE NOS IN FIDE (BESCHÜTZE UNS IM GLAUBEN)

Zur Kirchenausstattung gehört ein neugotischer Hochaltar, den drei spätgotische Statuen schmücken, der heilige Martin, die heilige Barbara und der heilige Stephanus. Die Deckenmalerei von 1921 zeigt den Schutzpatron und die vier Evangelisten. 
Die Orgel mit sieben Registern, einem Manual und einem angehängten Pedal hat ein unbekannter Orgelbauer geschaffen.